# Rhytidoponera crassinoda
Rhytidoponera crassinoda är en myrart som först beskrevs av Auguste-Henri Forel 1907.  Rhytidoponera crassinoda ingår i släktet Rhytidoponera och familjen myror. Inga underarter finns listade i Catalogue of Life.

## Bildgalleri

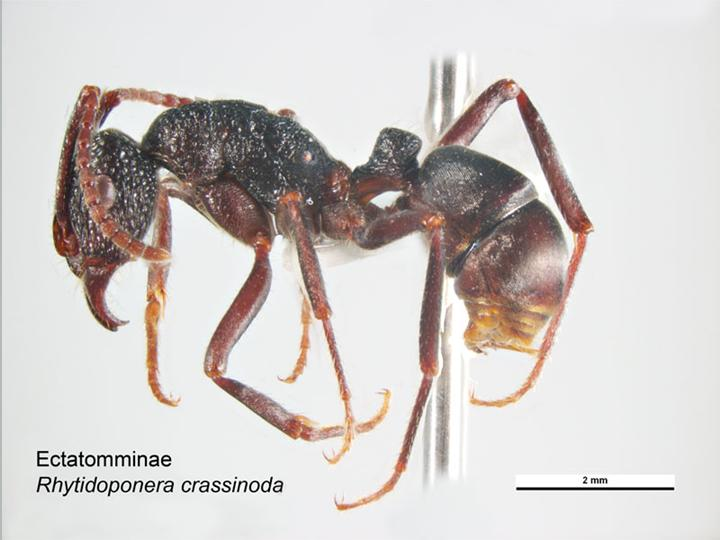